# Schardara
Schardara (kasachisch Шардара; russisch Шардара) ist eine Stadt im Gebiet Türkistan mit rund 30.000 Einwohnern. Sie liegt am Schardara-Stausee und an beiden Ufern der Syrdarja.

## Geschichte
1968 bekam Schardara die Stadtrechte verliehen.

## Administrative Zuordnung
Die Stadt Schardara ist das administrative Zentrum des Gemeindebezirkes Schardara (russ. Шардаринский район).

## Bevölkerung
| Einwohnerentwicklung | Einwohnerentwicklung | Einwohnerentwicklung | Einwohnerentwicklung | Einwohnerentwicklung |
| 1970                 | 1979                 | 1989                 | 1999                 | 2009                 |
| -------------------- | -------------------- | -------------------- | -------------------- | -------------------- |
| 14.566               | 20.481               | 25.629               | 25.452               | 30.573               |

## Verkehr
Die Stadt ist der Endpunkt der Eisenbahnstrecke aus Schetissai und ist per Zug nur über usbekisches Territorium zu erreichen.